# Adie Cove
Die Adie Cove ist eine 2,5 km breite und 3,5 km lange Bucht an der Danco-Küste des Grahamlands auf der Antarktischen Halbinsel. Sie liegt östlich des Bachstrom Point am Nordufer der Beascochea-Bucht.
Das UK Antarctic Place-Names Committee benannte sie 2016. Namensgeberin ist Susan Adie (* 1953), die als eine der ersten Touristenführerinnen in Zusammenarbeit mit der International Association of Antarctica Tour Operators in Antarktika tätig war.